# مهلوجان
مهلوجان یک روستا در ایران است که در دهستان نهارجان شهرستان سربیشه واقع شده‌است. مهلوجان ۲۵ نفر جمعیت دارد.